# Фаталі-хан (фільм)
«Фаталі-хан» (азерб. «Fətəli-xan») — радянський біографічно-історичний кінофільм 1947 року, знятий на Бакинській кіностудії.

## Сюжет
Історичний фільм про боротьбу в XVIII столітті молодого правителя Кубинського ханства Фаталі-хана, який прагнув об'єднати розрізнені ханства в єдину Азербайджанську державу. У 1958 році була зроблена нова редакція фільму. У 1959 році фільм був дубльований російською мовою і того ж року 1 травня 1959 року відбулася його прем'єра в Москві.

## У ролях
- Алескер Алекперов — Фаталі-хан
- Ісмаїл Ефендієв — Амір Хамза
- Лейла Бадірбейлі — Туті-біке
- Алі Гурбанов — майстер Самандар
- Мустафа Марданов — Ширін кіши
- Наджиба Мелікова — Хадіса
- Н. Насиров — Новруз
- Мовсун Санані — Малікмамед хан
- Сідгі Рухулла — Рза бек
- Алі Саттар Меліков — Хусейн хан
- Рза Тахмасіб — Агачі хан
- Казим Зія — Мірза Надір
- Агасадих Герайбейлі — посол сардара
- А. Астахов — епізод
- І. Росляков — епізод
- Фатех Фетуллаєв — епізод
- Гасанага Салаєв — епізод
- Гаджимамед Кафказли — епізод

## Знімальна група
- Автори сценарію: Мехті Гусейн, Анвар Мамедханли
- Режисер-постановник: Юхим Дзиган
- Оператор-постановник: Алі-Саттар Атакишиєв
- Оператор: Аріф Наріманбеков
- Художник-постановщик: Юрій Швець
- Композитор: Ніязі
- Постановник танців: Алібаба Абдуллаєв